# Instytut Techniki Budowlanej

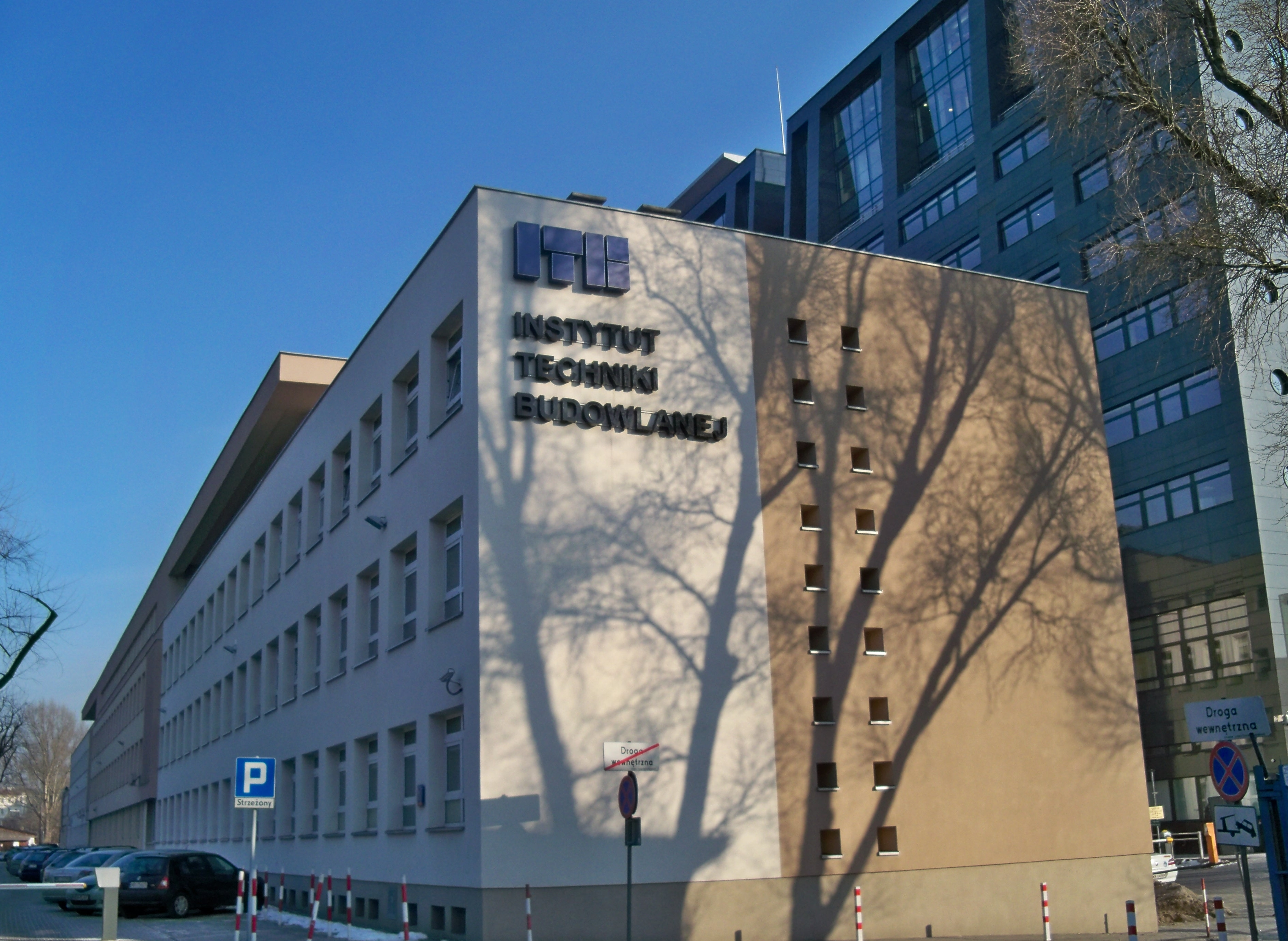
Siedziba ITB przy ul. Filtrowej 1 w Warszawie

Instytut Techniki Budowlanej (skrót: ITB, ang. Building Research Institute) – instytut badawczy nadzorowany przez Ministerstwo Finansów i Gospodarki (dawniej przez Ministerstwo Rozwoju i Technologii, Ministerstwo Rozwoju, Pracy i Technologii, Ministerstwo Inwestycji i Rozwoju, Ministerstwo Infrastruktury i Budownictwa, Ministerstwo Transportu, Budownictwa i Gospodarki Morskiej i Ministerstwo Infrastruktury i Rozwoju).
Dziedziny zainteresowań ITB to zrównoważone budownictwo, racjonalizacja użytkowania energii i wody, ochrona przed hałasem i drganiami, higiena, ochrona zdrowia i środowiska, bezpieczeństwo konstrukcji, bezpieczeństwo pożarowe, bezpieczeństwo i dogodność użytkowania, trwałość obiektów budowlanych, utrzymanie i modernizacja obiektów budowlanych, instalacje w budynkach, budownictwo drogowe.

## Działalność
Działalność ITB obejmie prace badawcze i rozwojowe, ekspertyzy, orzeczenia i opinie naukowo-techniczne, badania laboratoryjne wyrobów budowlanych, krajowe oceny techniczne i rekomendacje techniczne, europejskie oceny techniczne, certyfikaty, projektowanie i wytwarzanie wyposażenia do prowadzenia badań laboratoryjnych, współpraca w zakresie normalizacji krajowej (PKN) i międzynarodowej (CEN, ISO), współpraca z zagranicą, informacja naukowo-techniczna, upowszechnianie wiedzy (wydawnictwa własne ITB, konferencje, seminaria, szkolenia, ogólnodostępna największa w Polsce biblioteka i baza piśmiennictwa z zakresu budownictwa).
ITB zajmuje się też certyfikacją. Jest jednostką notyfikowana nr 1488 i członkiem EOTA. Przyznaje certyfikaty akredytacji PCA nr: AB 023, AC 020, AC 072, AP 113 i certyfikowane systemy zarządzania ISO 9001, ISO 27001.
W akredytowanym Zespole Laboratoriów Badawczych Instytutu prowadzone są specjalistyczne badania materiałów i wyrobów budowlanych, w tym badania na potrzeby oceny i certyfikacji stanowiące podstawę do oznakowania wyrobów budowlanych znakiem „B” oraz oznakowaniem „CE”. Ponadto w Instytucie działa akredytowane Laboratorium Wzorcujące, w którym wykonywane jest wzorcowanie, a także sprawdzanie wyposażenia pomiarowego laboratoriów badawczych.

## Kierownictwo ITB
- Dyrektor Instytutu: dr inż. Robert Geryło[3]
- Zastępca Dyrektora ds. Badań i Innowacji: dr inż. Krzysztof Kuczyński[4]
- Zastępca Dyrektora ds. Oceny Technicznej i Harmonizacji Europejskiej: Anna Panek[5]
- Zastępca Dyrektora ds. Organizacyjno-Administracyjnych: Bogumiła Dziedzic[6]
- Sekretarz Naukowy: Prof. dr hab. Lech Czarnecki[7]
- Pełnomocnik Dyrektora ds. Laboratoriów: dr Ewa Szewczak[8]
- Pełnomocnik Dyrektora ds. Strategii Konkurencyjności: dr inż. Sebastian Wall[9]
- Główny Księgowy: dr Elżbieta Dobrzelecka[10]

## Dyrektorzy ITB
- Stanisław M. Wierzbicki (1996–2007)[11]
- Marek Kaproń (2007–2012)
- Jan Bobrowicz (2012–2014)[12]
- Marcin M. Kruk (2015–2017)[13]
- dr inż. Robert Geryło (od 2017)

## Siedziby
- Siedziba Główna: ul. Filtrowa 1, 00-611 Warszawa
- Oddział Mazowiecki: ul. Przemysłowa 2, 26-670 Pionki
- Oddział Śląski: Al. Korfantego 191, 40-153 Katowice
- Oddział Wielkopolski: ul. Taczaka 12, 61-819 Poznań